# Salomo (miniserie)
Salomo är en amerikansk film från 1997.

## Handling
Officiell handling: "Strax innan Kung Davids död tvistas det om vem som skall efterträda honom. Davids favoritson Salomo besegrar sin äldre bror och blir därmed Israels nya kung. Salomo blir med tiden berömd och respekterad bland sitt folk för sin visdom och rättvisa. Besökare kommer från hela världen och bland dem anländer Drottningen av Saba vars skönhet Salomo inte kan motstå."

## Om filmen
- Följer efter avsnitten: Genesis, Abraham, Jacob, Josef, Moses, Simson och Delila och David.
- Del 13 och 14 av 21 i Bibelserien.

## Rollista (urval)
- Ben Cross ....  Solomon
- Vivica A. Fox ....  Queen of Sheba
- Max von Sydow ....  David
- David Suchet ....  Joab